# Ускоренное расширение Вселенной
Ускоренное расширение Вселенной — обнаруженное в конце 1990-х годов уменьшение блеска экстремально удалённых «стандартных свечей» (сверхновых типа Ia), интерпретированное как ускорение расширения Вселенной.
Расстояния до других галактик определяются измерением их красного смещения. По закону Хаббла, величина красного смещения света удалённых галактик прямо пропорциональна расстоянию до этих галактик. Соотношение между расстоянием и величиной красного смещения называется параметром Хаббла (или, не совсем точно, постоянной Хаббла).
Однако само значение параметра Хаббла требуется сначала каким-нибудь способом установить, а для этого нужно измерить значения красного смещения для галактик, расстояния до которых уже вычислены другими методами. Для этого в астрономии применяются «стандартные свечи», то есть объекты, светимость которых известна. Лучшим типом «стандартной свечи» для космологических наблюдений являются сверхновые звёзды типа Ia. Они обладают очень высокой яркостью и вспыхивают только тогда, когда масса старой звезды типа «белый карлик» достигает предела Чандрасекара, значение которого известно с высокой точностью. Следовательно, все вспыхивающие сверхновые типа Ia, находящиеся на одинаковом расстоянии, должны иметь почти одинаковую наблюдаемую яркость; при этом желательно делать поправки на вращение и состав исходной звезды. Сравнивая наблюдаемую яркость сверхновых в разных галактиках, можно определить расстояния до этих галактик.

## Открытие
В 1998 году, при наблюдениях сверхновых типа Ia, было обнаружено, что в удалённых галактиках, расстояние до которых было определено по закону Хаббла, сверхновые типа Ia имеют яркость ниже той, которая им полагается. Иными словами, расстояние до этих галактик, вычисленное по методу «стандартных свечей» (сверхновых Ia), оказывается больше расстояния, вычисленного на основании ранее установленного значения параметра Хаббла. Был сделан вывод, что Вселенная не просто расширяется, она расширяется с ускорением.
За это открытие Сол Перлмуттер, Брайан П. Шмидт и Адам Рисс получили премию Шао по астрономии за 2006 год и Нобелевскую премию по физике за 2011 год. 

Затем эти наблюдения были подкреплены другими источниками: измерениями реликтового излучения, гравитационного линзирования, нуклеосинтеза Большого Взрыва.
Все полученные данные хорошо вписываются в модель лямбда-CDM.

## Следствия
Ранее существовавшие космологические модели предполагали, что расширение Вселенной замедляется. Они исходили из предположения, что основную часть массы Вселенной составляет материя — как видимая, так и невидимая (тёмная материя). На основании новых наблюдений, свидетельствующих об ускорении расширения, было постулировано существование неизвестного вида энергии с отрицательным давлением (см. уравнения состояния). Её назвали «тёмной энергией».
Представление об ускоренном расширении Вселенной влечёт ряд нетривиальных следствий, касающихся характера её эволюции. В частности, при некоторых не слишком ограничительных предположениях доказана принципиальная невозможность достижения в ускоренно расширяющейся Вселенной термодинамического равновесия.
Совершенно другой вид мира будет иметь место, если отказаться от гипотезы Большого взрыва, а руководствоваться космологией чёрной дыры. Тогда ускорение будет естественным падением в бесконечно расширяющееся пространство внутри чёрной дыры. Реликтовое излучение появляется в какой-то момент после прохождения сферы Шварцшильда, и вообще всё, что раньше отсчитывалось от момента Большого взрыва, нужно отсчитывать от этого момента. Принципиальная разница в том, что в системе отсчёта, предполагающей падение в чёрную дыру, имеет место и история до этого момента.

## Критика
В конце 2019 года корейские учёные представили данные наблюдений, свидетельствующие об очень высокой корреляции (99,5 %) светимости сверхновых Ia с возрастом содержащих их галактик, что в полной мере объясняет расхождение наблюдаемой светимости с красным смещением и, таким образом, отрицает ускорение расширения Вселенной. Авторы оставляют обсуждение вопроса о существовании тёмной энергии за рамками статьи; скептики отмечают, что эти данные нельзя распространять на гипотезу существования тёмной энергии, так как существует множество других космологических данных, объясняемых пока лишь с её использованием в расчётах.